# The Deported
The Deported es una película cómica de 2009 dirigida y coescrita por Lance Kawas. Fue protagonizada por Nicholas Turturro, Talia Shire, Paul Rodríguez y Nick Turturro III.

## Trama
Un actor ítalo-estadounidense es deportado a México por agentes del INS, y un grupo de huérfanos lo ayudan a encontrar el camino de vuelta a Estados Unidos.

## Reparto
- Nicholas Turturro como Gianni DiCarlo.
- Talia Shire como Dina.
- Paul Rodríguez como Ernesto.
- Nick Turturro III como Juan.
- Michael Rapaport como él mismo.
- Robert Gallo como Enrico.
- Kathrine Narducci como Cynthia.
- Billy Gardell como Agente Michael Levinrothsteinberg.
- Paul Sloan como Agente López del ISN.
- Michael Badalucco como Store Patron.
- David Proval como Chabuyo.
- Arturo Gil como enano italiano.